# 시그리드 손턴
시그리드 손턴(Sigrid Thornton, AO, 1959년 2월 12일 ~ )은 오스트레일리아의 배우이다.

## 출연 작품
- BFFs (2014)
- 페이스 투 페이스 (2011)
- 더 텔레그램 맨 (2010)
- 드림 라이프 (2008)
- 헐리웃과 맞장뜨기: 호주 B무비의 세계 (2008)
- 나이트메어 앤 드림스케이프 (2006)
- 형사 가제트 2 (2003)
- 행복하게 살아가기 (2001)
- 데드 트랩 (1994)
- 오버 더 힐 (1992)
- 파라다이스 (1988)
- 스노위 맨 2 (1988)
- 사막의 용사 (1987)
- 두 형제와 한 여인 (1987)
- 올 리버스 런 (1983)
- 스노위 맨 (1982)

### 텔레비전
- 프리즈너 (1979-80, Prisoner)